# Kim Sowol
Kim Sowol (1902–1934) a fost un poet coreean.
A scris o lirică dedicată satului și muncii țăranului, peisajului patriei, amintirii trecutului istoric și speranței în eliberarea de sub dominația străină.
A introdus versul liber în lirica coreeană.

## Scrieri
- 1922: Colilia aurie ("Kymdjanti")
- 1923: Drum în depărtări ("Kanyn kil")
- 1924: Pe brazdă ("Patkorang ueso")
- 1925: Prima căsătorie ("Tjohon").

1. ↑  Autoritatea BnF, accesat în 10 octombrie 2015